# Kenessey Béla (építőmérnök)
Kenesei Kenessey Béla (Iváncsa, 1866. október 26. – Budapest, 1936. március 22.) építőmérnök, vízmérnök, miniszteri tanácsos, a magyar vízügyi szolgálat jelentős alakja.

## Felmenői, családja
Veszprém vármegye régi nemesi családjából, a Küngösön is birtokos kenesei Kenessey családból származik. A kenesei Kenessey nemzetség 1928-ban tartott első nemzetségi gyűlésén a család jelenlévő férfi tagjai nemzetségfővé választották, a tisztségét haláláig töltötte be.
Édesapja, kenesei Kenessey János (Küngös, 1802. – Küngös, 1836. december 23.) közbirtokos és nemes Szomjú Veronika fia, kenesei Kenessey Fülöp (Küngös, 1836. január 13. – Budapest, 1906. június 19.) közbirtokos, MÁV díjnok.
Édesanyja, hajdúszoboszlói Bédy József (1810. – Iváncsa, 1885. július 22.) közbirtokos, megyebizottsági tag lánya, hajdúszoboszlói Bédy Zsuzsanna.
Apai nagyanyja révén Vikár Béla magyar etnográfus, műfordító, a Kalevala műfordítójának másodfokú unokatestvére.
Feleségével, pottyondi és csáfordi Pottyondy Gusztáv ( – Szombathely, 1907. március 7.) MÁV üzletvezető és Wacha Emília pottyondi és csáfordi Pottyondy Aranka (1871. – 1934.) nevű lányával Budapesten 1893. október 25-én kötött házasságot.
Gyermekei:
- Béla (Brassó, 1894. december 5. – ) gazdatiszt
- Mária (Szombathely, 1901. november 7. – )
- György (Brassó, 1906. február 21. – )
- László Gusztáv (Brassó, 1907. június 28. – )

## Tanulmányai
Középiskolai tanulmányait  a  Budapest  II.  kerületi  állami  főreáliskolában  végezte.  Mérnöki oklevelét 1889 júniusában a Királyi József Műegyetemen szerezte meg.

## Munkássága
Egyetemi tanulmányait követően 1890-től különböző kerületi kultúrmérnöki hivataloknál működött Budapesten, Brassóban, Szombathelyen, Székesfehérváron és Komáromban. A Magyar Mérnök- és Építész-Egylet komáromi szervezete  1916-ban elnökévé, a székesfehérvári szervezet pedig 1921-ben alelnökévé választotta. 1923-ban a székesfehérvári kultúrmérnöki hivatal éléről hívták be az Országos Vízépítési Igazgatósághoz, ahol 1924-től nyugalomba vonulásáig, 1927-ig a Földművelésügyi Minisztérium Vízrajzi Ügyosztályának vezetője volt. Választmányi tagja volt a Magyar Meteorológia Társaságnak. A Magyar Mérnök- és Építész-Egylet Vízépítési Szakosztályának 1934 márciusától volt elnöke. Műszaki teljesítményei mellett elsősorban a vízügyi szakirodalom fejlesztésében vállalt szerepe a leginkább említésre méltó. 1928-tól a haláláig  a  Vízügyi  Közlemények  szerkesztője, ezáltal a vízügyi-kultúrmérnöki szakirodalmi ismeretterjesztés irányítója volt. A Köztelek folyóirat munkatársaként a Kvassay Jenő által vezetett vízügyi szolgálat szóvivője, vízrajzi,  vízgazdálkodási  és  vízjogi  tanulmányai  is  jelentősek.  A  lefolyási tényezőt ma is táblázatai alapján számítják. Személyében megtestesült az elméleti és gyakorlati műszaki kérdésekben egyaránt tájékozott nagy műveltségű mérnök.

## Halála
Kenessey Béla 1936. március 22-én Budapesten hunyt el. A Farkasréti temetőben található sírját, ismeretlen időpontban megszüntették.

## Főbb munkái
- A Balaton vízszintjét szabályozó Hekler Károly által tervezett siófoki vasbeton zsilip építésének munkavezetője (1890-1891).
- Hazánkban az első rendszeres talajvízszint megfigyelések az irányítása alatt 1908-ban Ógyallán kezdődtek.
- Foglalkozott a Nádor-csatorna Társulat műszaki ügyeinek felülvizsgálatával.
- Felügyelte a Sió szabályozását (1925).

## Főbb művei
- A Balaton (Budapest, 1928)
- Az árvizek számítása csapadékból (Budapest, 1928)
- A jövedelmező permetező öntözés tényezői (Budapest, 1929)
- Láplecsapolás és lápkultúra (Budapest, 1929)
- A csonkamagyarországi ármentesítő és lecsapoló társulatok munkálatai és azok közigazgatási jelentősége (Budapest, 1931)
- Az Alföld állítólagos kiszárítása, elszikesítése és öntözésének kérdése (Budapest, 1931)
- Vízgazdálkodás (Budapest, 1931)
- Az öntözés néhány kérdése (Budapest, 1933)
- Vízgazdálkodás a mezőgazdasági termelésben. Gazdák és mérnökök számára (Budapest, 1933)
- A permetező öntözés (Budapest, 1934)
- Az Alföld vízgazdálkodása (Budapest, 1934)

## Származása
| kenesei Kenessey Béla (Iváncsa, 1866. október 26. – Budapest, 1936. március 22.) építőmérnök, vízmérnök, miniszteri tanácsos | Apja: kenesei Kenessey Fülöp (Küngös, 1836. január 13. – Budapest, 1906. június 19.) közbirtokos, MÁV díjnok | Apai nagyapja: kenesei Kenessey János (Küngös, 1802. – Küngös, 1836. december 23.) közbirtokos                   | Apai nagyapai dédapja: kenesei Kenessey János                                                                           |
| kenesei Kenessey Béla (Iváncsa, 1866. október 26. – Budapest, 1936. március 22.) építőmérnök, vízmérnök, miniszteri tanácsos | Apja: kenesei Kenessey Fülöp (Küngös, 1836. január 13. – Budapest, 1906. június 19.) közbirtokos, MÁV díjnok | Apai nagyapja: kenesei Kenessey János (Küngös, 1802. – Küngös, 1836. december 23.) közbirtokos                   | Apai nagyapai dédanyja: Szigethy Terézia ( – 1854. április 8.)                                                          |
| kenesei Kenessey Béla (Iváncsa, 1866. október 26. – Budapest, 1936. március 22.) építőmérnök, vízmérnök, miniszteri tanácsos | Apja: kenesei Kenessey Fülöp (Küngös, 1836. január 13. – Budapest, 1906. június 19.) közbirtokos, MÁV díjnok | Apai nagyanyja: nemes Szomjú Veronika                                                                            | Apai nagyanyai dédapja: nemes Szomjú Sámuel (Csajág, 1779. – Csajág, 1831.) neszmélyi református tanító, csajági jegyző |
| kenesei Kenessey Béla (Iváncsa, 1866. október 26. – Budapest, 1936. március 22.) építőmérnök, vízmérnök, miniszteri tanácsos | Apja: kenesei Kenessey Fülöp (Küngös, 1836. január 13. – Budapest, 1906. június 19.) közbirtokos, MÁV díjnok | Apai nagyanyja: nemes Szomjú Veronika                                                                            | Apai nagyanyai dédanyja: nemes Buzás Zsófia                                                                             |
| kenesei Kenessey Béla (Iváncsa, 1866. október 26. – Budapest, 1936. március 22.) építőmérnök, vízmérnök, miniszteri tanácsos | Anyja: hajdúszoboszlói Bédy Zsuzsanna                                                                        | Anyai nagyapja: hajdúszoboszlói Bédy József (1810. – Iváncsa, 1885. július 22.) közbirtokos, megyebizottsági tag | Anyai nagyapai dédapja:                                                                                                 |
| kenesei Kenessey Béla (Iváncsa, 1866. október 26. – Budapest, 1936. március 22.) építőmérnök, vízmérnök, miniszteri tanácsos | Anyja: hajdúszoboszlói Bédy Zsuzsanna                                                                        | Anyai nagyapja: hajdúszoboszlói Bédy József (1810. – Iváncsa, 1885. július 22.) közbirtokos, megyebizottsági tag | Anyai nagyapai dédanyja:                                                                                                |
| kenesei Kenessey Béla (Iváncsa, 1866. október 26. – Budapest, 1936. március 22.) építőmérnök, vízmérnök, miniszteri tanácsos | Anyja: hajdúszoboszlói Bédy Zsuzsanna                                                                        | Anyai nagyanyja:                                                                                                 | Anyai nagyanyai dédapja:                                                                                                |
| kenesei Kenessey Béla (Iváncsa, 1866. október 26. – Budapest, 1936. március 22.) építőmérnök, vízmérnök, miniszteri tanácsos | Anyja: hajdúszoboszlói Bédy Zsuzsanna                                                                        | Anyai nagyanyja:                                                                                                 | Anyai nagyanyai dédanyja:                                                                                               |